# Stade Marius-Rodrigo
Le stade Marius-Rodrigo est un stade de rugby à XV situé sur la commune de Chéraute dans les Pyrénées-Atlantiques. C'est le stade du Sport athlétique mauléonais. Depuis le 30 décembre 1990, le stade porte le nom de Marius Rodrigo. Rodrigo fut un joueur historique du SA Mauléon, le seul à devenir international avec les couleurs du club. 

## Histoire
Le stade Marius-Rodrigo est situé sur la commune de Chéraute.